# Thane
Thane er en by i delstaten Maharashtra i det vestlige Indien. Den ligger på øen Salsette ud for Indiens vestkyst. Byen har 1.886.941(2011) indbyggere og er dermed den femtendestørste by i Indien. Thane er hovedby i distriktet Thane og indgår i Mumbais storbyområde.